# Euxoa obsoleta
Euxoa obsoleta är en fjärilsart som beskrevs av Tutt 1892. Euxoa obsoleta ingår i släktet Euxoa och familjen nattflyn. Inga underarter finns listade i Catalogue of Life.